# Tessa Hulls
Tessa Hulls (1984) es una artista, ilustradora y escritora estadounidense conocida por sus novelas gráficas. En  2025, su novela Feeding Ghosts: A Graphic Memoir ganó el Premio Pulitzer de Biografía, el Anisfield-Wolf Book Award y el Premio John Leonard del Círculo Nacional de Críticos del Libro.

## Biografía
Hulls creció en el norte de California. Como parte de su investigación ha viajado a China  para indagar en su pasado y conocer la historia del país donde nacieron su madre y su abuela. En 2024, se trasladó a Juneau, Alaska.Fue miembro del grupo de protesta CHOP de Seattle.

## Obra literaria
Con su primera novela gráfica, A Graphic Memoir, traducida al castellano como Alimentar a los fantasmas, Hulls ganó el  Premio Pulitzer de Biografía 2025. Se trata de una obra cuyas ilustraciones dan vida a tres generaciones de mujeres chinas: la autora, su madre y su abuela, y la experiencia del trauma que las persigue transmitida a través de las historias familiares, y el amor que las mantiene unidas.